# Filip Forsberg
Filip Forsberg (ur. 13 sierpnia 1994 w Östervåla) – szwedzki hokeista, reprezentant Szwecji.
Jego brat Fredrik (ur. 1996) i kuzyn Linus Carlsson (ur. 1995) także zostali hokeistami.

## Kariera klubowa
- Leksand U16 (2008-2009)
- Leksand J18 2 (2008-2009)
- Leksand J18 (2009-2011)
- Leksand J20 (2010-2011)
- Leksand (2010-2013)
- Nashville Predators (2013-)
  -  Milwaukee Admirals (2013-2014)

Wychowanek klubu Leksands IF, którego zawodnikiem był do 2013, także w zespole seniorskim w lidze Allsvenskan (hokej na lodzie). W KHL Junior Draft w 2011 został wybrany przez Sibir Nowosybirsk. Rok później w drafcie NHL z 2012 został wybrany przez Washington Capitals, przy czym wcześniej w rankingu skautów był rozstawiony najwyżej spośród zawodników z lig europejskich. W lipcu 2012 w wieku 18 lat podpisał kontrakt z klubem z Waszyngtonu, jednak kolejny rok pozostał w Leksand na zasadzie wypożyczenia. 3 kwietnia 2013 w drodze wymiany został hokeistą Nashville Predators (w drugą stronę powędrował Czech Martin Erat), do którego następnie został przekazany z Leksand. Został włączony do kadry tego zespołu. Zadebiutował wówczas w lidze NHL i rozegrał pięć meczów w sezonie 2012/2013. W listopadzie 2013 przekazany do zespołu farmerskiego, Milwaukee Admirals. Począwszy od sezonu 2014/2015 podjął regularne występy w zespole z Nashville. W czerwcu 2016 przedłużył umowę z klubem o sześć lat.

## Kariera reprezentacyjna
Został reprezentantem Szwecji. Grał w kadrach juniorskich kraju do lat 16, następnie do lat 17, na mistrzostwach świata do lat 18 edycji 2011, 2012, do lat 20 edycji 2012, 2013, 2014, seniorskich mistrzostw świata 2015, 2018, Pucharu Świata 2016.

## Sukcesy

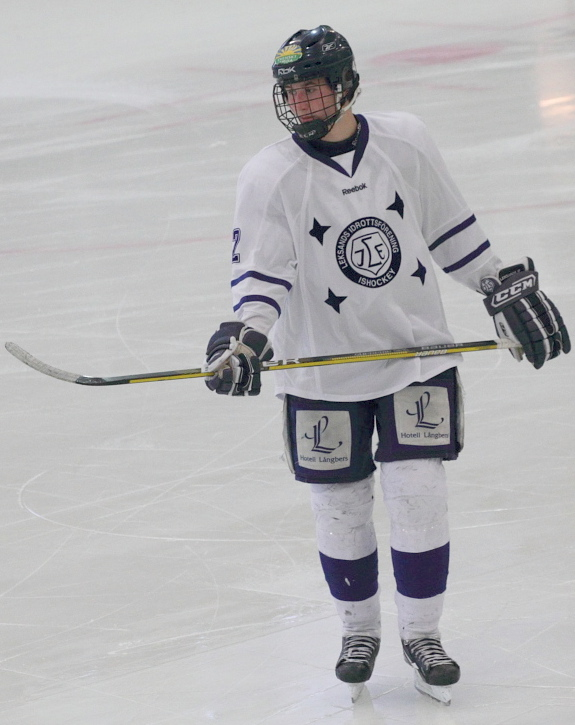
Filip Forsberg (2012)

Reprezentacyjne
- Srebrny medal mistrzostw świata juniorów do lat 18: 2011, 2012
- Złoty medal mistrzostw świata juniorów do lat 20: 2012
- Srebrny medal mistrzostw świata juniorów do lat 20: 2013, 2014
- Złoty medal mistrzostw świata: 2018

Klubowe
- Złoty medal Rikspucken: 2009 z Leksand J18 2
- Brązowy medal U16 SM: 2009 z Leksand U16
- Złoty medal J20 SM: 2012 z Leksand J20
- Złoty medal Allsvenskan: 2013 z Leksand
- Awans do SHL: 2013 z Leksand

Indywidualne
- Mistrzostwa świata do lat 18 w hokeju na lodzie mężczyzn 2012/Elita:
  - Drugie miejsce w klasyfikacji strzelców turnieju: 5 goli[11]
  - Najlepszy napastnik turnieju[12]
- Mistrzostwa Świata Juniorów w Hokeju na Lodzie 2013/Elita:
  - Jeden z trzech najlepszych zawodników reprezentacji
  - Skład gwiazd turnieju
- Sezon Allsvenskan 2011/2012:
  - Drugie miejsce w klasyfikacji strzelców wśród juniorów do lat 18: 17 goli
- Sezon Allsvenskan 2012/2013:
  - Drugie miejsce w klasyfikacji strzelców wśród juniorów: 15 goli
- Mistrzostwa Świata Juniorów w Hokeju na Lodzie 2014/Elita:
  - Drugie miejsce w klasyfikacji kanadyjskiej turnieju: 12 punktów[13]
  - Drugie miejsce w klasyfikacji asystentów turnieju: 8 asyst[14]
  - Jeden z trzech najlepszych zawodników reprezentacji na turnieju[15]
  - Najlepszy napastnik turnieju[16]
  - Skład gwiazd turnieju[17]
  - Najbardziej Wartościowy Zawodnik (MVP) turnieju[18]
- Mistrzostwa Świata w Hokeju na Lodzie 2015/Elita:
  - Jeden z trzech najlepszych zawodników reprezentacji na turnieju[19]
- Mistrzostwa Świata w Hokeju na Lodzie 2018/Elita:
  - Decydujący najazd w pomeczowych rzutach karnych w meczu finałowym Szwecja-Szwajcaria (3:2)[20]
  - Drugie miejsce w klasyfikacji strzelców turnieju: 8 goli[21]